# Зографски манастир
„Светѝ Гео̀рги Зогра̀ф“, наричан още Зогра̀фски манастѝр (на гръцки: Μονή Ζωγράφου), е български православен манастир, който се намира в монашеската република Света гора на полуостров Атон, Гърция. Той е един от най-големите на Света гора и стои на 9-о място в йерархията на светогорските манастири.

## История
Сводната зографска грамота и Стефан Светогорец съобщават, че манастирът е основан от трима братя-благородници от Охрид – Аарон, Мойсей и Йоан (Иван) Селима – през 919 г., по времето на император Лъв Мъдри. Изоставили светския живот и богатства, те се оттеглили на Света гора и отначало се заселили недалеч един от друг в отделни килии. Наоколо им се събрали и други монаси, та най-сетне братята решили да основат общ манастир и построили съборна църква. Понеже не могли да се съгласят помежду си на кой светец да бъде посветена църквата, оставили определената за храмова икона дъска неизписана. През нощта върху нея от самосебеси се появил образ на св. Георги. В памет на това чудо манастирът получил името на този великомъченик и бил наречен „Зограф“ (живописец).
Средновековната „Повест за зографските мъченици“ и Стефан Светогорец разказват и за двадесет и шест българи монаси и миряни, изгорени живи за отстояването на православната си вяра на 10 октомври 1276 г. в манастирската кула, подпалена от латински рицари.
Основател на манастира е най-вероятно зографът (живописец) Георги, чийто подпис на гръцки стои под светогорския устав, издаден от император Йоан Цимисхий в 972 г. Първото положително свидетелство за монаси-българи в манастира се отнася към 1169 г. Оттогава насетне българите преобладават в зографското братство, макар там да са служили и монаси от други народности – гърци, сърби, руси, власи, украинци.
По време на Втората българска държава манастирът получава дарения от цар Иван Александър (вж. Зографска грамота) и може би от царете Иван Асен II и Калиман I Асен (вж. Калиманова грамота), както и от византийски императори. Така Зограф придобива земи и села на няколко места в Македония, предимно по долното поречие на Струма.
Светогорските манастири доброволно се подчиняват на османците (1387, 1424) и благодарение на това не са разрушени при турското завоевание. (Те са заставени обаче да плащат на султана ежегоден данък.) В края на XV век Зограф се замогва под щедрото покровителство на молдовския войвода Стефан Велики. От 1521 г. манастирът е ставропигиален, т.е. подчинен не на местния (солунски) митрополит, а направо на Цариградската патриаршия.
Когато през 1568 г. султан Селим II разпорежда да се изземат всички църковни имоти в Османската империя, манастирът, подобно на много други, се вижда принуден да откупи обратно владенията си. Това става с помощта на Роксандра, вдовица на молдавския княз Александър III Лепушняну. През следващото столетие Зограф получава в дар молдовските манастири Добровец (1651) и Каприяна (1698). Последният, с принадлежащите към него земи и роби-цигани, носи доходи на монасите до 1813 г., когато им е отнет след присъединяването на Бесарабия към Русия (1812).
Светогорските манастири са наказани заради Гръцкото въстание (1821), като до 1830 г. в тях са настанени османски отреди. Натрапените на Зограф въоръжени албанци тормозят и изнудват братството до такава степен, че го принуждават да заложи или продаде манастирски ръкописи и ценности, вкл. украшенията на манастирските чудотворни икони.
През XVII и XVIII век зографци периодично посещават Русия, за да събират там парични помощи. През 1818 г. монасите изпращат в Петербург двама свои събратя, Анатолий и хаджи Викентий, които да издействат от тамошните власти връщане на Каприяна. Анатолий печели благоразположението на царското семейство. Николай I решава не само да върне бесарабския имот на манастира (06.03.1837), но и да изплати половин милион рубли. Тази височайша щедрост бива последвана от възстановяване на изначалното общежително устройство на Зограф (23.04.1849), изоставено за известно време около 1800 г. Според общежителната уредба, която е в сила и понастоящем, монасите нямат частна собственост, общо се ползват от манастирското имущество и дружно избират управляващия обителта игумен.
След 1896 г. в Зограф се преместват български монаси, напуснали Хилендарския манастир.
През Първата световна война манастирът отведнъж губи вложените в една петербургска банка капитали, които продължавали да му носят приходи след одържавяването на зографските имоти в Румъния (1864) и Русия (1863). Впоследствие гръцкото правителство изземва принадлежащите на монасите имения в Северна Гърция, за да оземли придошлите от Мала Азия бежанци (1923). Цар Борис III дарява на манастира имоти в центъра на София и Пловдив и учредява Ефория „Зограф“, която да ги управлява в полза на братството (1926). Към началото на XXI век ефорията разполага със заведението „Баварска къща“ и сграда на ул. „Стефан Стамболов“ в София, със сграда на ул. „Райко Даскалов“ в Пловдив, както и с 300 дка земя и 600 дка гори край село Герман.
Зографският манастир е бил обитаван от много български светци и просветители: Теодосий Търновски, Евтимий Търновски (преди да бъде избран за патриарх), Козма Зографски, Пимен Зографски и др. В него Паисий Хилендарски завършва своята „История славянобългарска“ (1762). Към 1610 г. в Зограф живее украинският църковен писател-полемист Иван Вишенски. През 1503, 1532 и 1640 г. в манастира идват молдовци, за да препишат там книги, които не се намират в родината им.
През 2009 г. манастирът е обитаван от 21 монаси и 10 послушници.

## Манастирски сгради
Вътре в обителта се намират три черкви и шест параклиса, a вън от нея – още 8 параклиса. По стените им са изписани образите на голям брой български светци: Иван Рилски, братята Кирил и Методий, техния ученик Наум Охридски и др.
Днешните манастирски сгради са сравнително нови, от XVIII-XIX век. Южното крило е построено може би в началото на XVIII в., източното – в 1758 г. Малката църква „Успение Богородично“ датира от 1764 г., главният храм „Свети Георги“ – от 1801 г. (със стенописи от 1817 г. и дърворезбен иконостас от 1834 г.), северното крило – от 1860 – 1865 г. Цялостното оформяне на манастирския четириъгълник завършва със западното крило: северната му третина е от 1883 г., а разположената в средата му нова трапезария и църквата „Св. св. Кирил и Методий“ над нея – от 1893 – 1895 г. В жилищните корпуси се помещават и построените през XVIII в. параклиси „Свети Димитър“, „Преображение Господне“ (с подновени през 1869 г. стенописи) и „Рождество на Свети Йоан Предтеча“ (изписан в 1768 г.), както и по-новите „Свети Козма Зографски“, „Свети Архангели“ и „Свети 26 Зографски мъченици“ (без точни дати, но и трите от XIX в.). Построената първоначално през XVIII век часовникова кула-камбанария е била надзиждана в 1810 и 1896 г. В манастирския двор се намират направена през 1783 г. чешма, издигнат през 1873 г. паметник на Зографските мъченици и покрита в 1899 г. водосветница. Недалеч от манастира са гробищният храм „Благовещение Богородично“ (1773) и малката черква „Свети Георги“ (около 1849), бележеща мястото, където по предание аравийската икона на светеца (вж. по-долу) се спряла при идването си в Зограф.
Предишната трапезария (1495) и притворът (1502) на старата главна църква на манастира, заменени днес от по-нови сгради, били построени с дарения на Стефан Велики. През 1475 г. той дал средства и за издигането на стоящия оттогава в манастирското пристанище хангар („кукя за корабли“), към който синът му Богдан III Кривия добавил в 1517 г. отбранителна кула. По време на ранното Възраждане внушителни манастирски здания били строени с парите на заможни търговци от няколко български града (вж. списъка по-долу). Първенството принадлежи на хаджи Вълчо от Банско, ктитор на наричаното „Банска махала" източно манастирско крило (1758) и на църквата „Успение Богородично“ (1764).
В 1644 г. пристанището на Зограф било плячкосано от „френци“ (явно – пирати от Западна Европа), а в 1797 г. сградите му изглежда пострадали от силен земетръс. На 21.12.1976 г. южното крило на манастира бива разрушено от пожар; неговото възстановяване (по проект на архитектите Хр. Ганчев, А. Ангелов и Ив. Великов) е в ход от 1997 г.

## Библиотека
Манастирската библиотека притежава 162 гръцки и 405 славянски ръкописа, както и приблизително 10 хиляди печатни книги. В нея се пазят завършената от Паисий Хилендарски през 1762 г. чернова на „История славянобългарска“, Зографската българска история, прочутият с орнаменталната си украса Радомиров псалтир, Драгановият миней, Лалоевият апостол от 1359 г., Братановият миней, два Евтимиеви служебника, Зографският царски поменик, Зографската грамота на цар Иван Александър (1342), Витошката грамота на цар Иван Шишман и др. Най-старият ръкопис са т.нар. Зографски листове от XI в.
През 1860 г. монасите подаряват глаголическото Зографско евангелие на цар Александър II.

## Чудотворни икони
Фануилска икона на Свети Георги Победоносец Зографски, Атонски и Светогорски
Тази икона се споменава за първи път в едно руско описание на Света гора, съставено между 1489 и 1543 г. Стефан Светогорец разказва за нея, че отначало се намирала в една манастирска църква в палестинското село Фануил, недалеч от град Лида, но след арабското завоевание на Палестина живописта ѝ по необясним начин изчезнала от дъската, върху която била нарисувана. Свети Георги се явил насън на игумена на манастира и му обяснил, че е потърсил убежище на Света гора. Монастите вкупом се отправили на поклонение там и щом стигнали в Зографския манастир, видели в тамошната църква иконата, която чудодейно се изписала при основаването на този манастир (вж. по-горе) и разпознали в нея напусналия ги свети образ.
Надписът върху сегашния сребърен обков на иконата гласи (в превод на новобългарски): „С благословията на негово преосвещенство Серафим, митрополит новгородски и санктпетербургски, усърдието на прехристолюбиви благотворители и грижите на настоятеля на Атоно-Зографския манастир архимандрит Анатолий се направи този обков на чудотворната икона на свети великомъченик Георги Победоносец, явила се тук като огнен стълб на трима усърдно молещи се единоутробни братя, потомци на Юстиниан Велики, които първи издигнаха със свои средства на това място настоящата обител в 898 [!] година и според чудотворно изписания образ на светеца, наричан от старо време „зографос“, ѝ дадоха името „Зограф“. С. П. [Санкт Петербург], 1837 година.”
Аравийска икона на Свети Георги Победоносец
Тази икона се споменава за първи път в бележка, оставена от Пимен Зографски Зографски, Атонски и Светогорски в края на една преписана от него през 1618 г. богослужебна книга. Върху сегашния ѝ сребърен обков стои следният надпис (даден тук в превод на новобългарски): „Тази чудотворна икона на светия славен великомъченик, победоносец и чудотворец Георги по неведомо Божие повеление доплува през морето от Арабия до Света гора Атонска и отначало засия като слънчев лъч в пристанището на Ватопедския манастир. Щом видяха това, монасите от останалите атонски манастири също се стекоха към това чудо, като всеки от тях желаеше да прибере иконата в собствения си манастир, но по волята на Бога и на страстотърпеца [мъченика] Георги тя пак по чудодеен начин се премести оттам и се засели в Зографската обител, където и до днес тази икона дарява непрестанни чудеса на усърдните богомолци, които с вяра идват на поклонение в тази обител. В чест и памет на светия славен великомъченик Георги този обков бе направен със старанието на преподобните отци от Зографския манастир Викентий и Анатолий и с даренията на христолюбиви раби божии, одески славянобългарски търговци родом от разни епархии на Македония, чиито имена са записани в съборната книга [манастирския поменик] за вечно възпоминание сред достоблажените ктитори на тази света обител. 1822 [година], Санкт Петербург.“
Молдовска икона на Свети Георги Победоносец
Тази икона е спомената за първи път в едно руско описание на Света гора от 1663 г. Пазен в манастира ръкопис от XVIII в. разказва за нея (в превод на съвременен език): "Третата икона на свети великомъченик Георги бе пренесена в манастира по следния начин: Молдовлахийският войвода Стефан (станал впоследствие ктитор на обителта) водеше чести войни с турците. Веднъж безчислено множество турски войници се отправи против него и искаше да го унищожи напълно. При вида на такова множество той, като всеки човек, се разколеба и побоя, [после] с угрижено към Господа сърце опечален заспа. И в този печалносърдечен сън му се яви свети великомъченик Георги и му рече: „Имай смелост с Господа и не се ужасявай от това множество, а на сутринта събери полковете си и с тържествен тръбен зов ги отправи срещу Христовите врагове. Сега узнаваш помагащата ти винаги Божия сила. Пратен съм затова, за да ти покажа кой е Побеждаващият и неговата действаща в теб велика сила и да ти помогна в тази битка. А ти обнови моя запустял манастир именуван Зограф, който е на Света гора атонска и прати там моята икона, която имаш при себе си.“ Щом стана от сън и премисли видяното, войводата ни най-малко не се усъмни в Божията милост, а събра полковете си, с тръбен зов нападна неприятелите и докрай ги изтреби. Докато побеждаваха и посичаха, свети великомъченик Георги, както много от достойните се сподобиха да видят, вървеше пред войската му. Благодарен за помощта на светия победоносец Георги, войводата Стефан веднага прати на Света гора един свой почитан сановник и му връчи за пренасяне тази света икона, давайки заповед споменатата обител да бъде обновена из основи, а светата икона да бъде положена в нея. И заповяданото се изпълни. Стефан, наричан Велики и Добри, стана войвода в 1456 година и се представи на Господа в 1504."
Върху обкова на иконата има църковнославянски надпис, който в превод гласи: "С благословията на негово високопреосвещенство Серафим, митрополит новгородски и санкпетербургски, усърдието на прехристолюбиви благотворители и грижите на архимандрит Анатолий, който в 1838 година бе епитроп [настоятел] на настоящия ставропигиален Атоно-Зографски манастир и на вселенския патриаршески престол, този обков се направи в С. Петербург за настоящата чудотворна икона на свети великомъченик Георги Победоносец, явила се през 1484 година на молдавския войвода Стефан Велики, който впоследствие възобновил настоящата Зографска света обител."
Икона на Богородица „Предизвестителка“
Тази икона се споменава за първи път от посетилия Зограф през 1709 г. украински поклонник Иполит Вишенски, който разказва за нея следното: „В този манастир имало един скитиот [отшелник]. Веднъж когато четял правилото си, този старец започнал Акатиста на Пресвета Богородица; щом дошъл ред на икосите, захванал да повтаря „Радвай се, невесто неневестна!“ и отведнъж до него стигнал глас: „Радвай се и ти, старче! Понеже възхвалваш ме на земята, ще бъдеш похвален на небесата.“ Тогава старецът се озърнал наоколо и видял икона на Пресветата Богородица, каквато по-рано на онова място нямало. Оттогава до днес тази икона върши чудеса, бидейки не изписана от човешки ръце, а неръкотворна.“ Въпросното чудо е станало най-вероятно в разположения на около половин час път югоизточно от Зограф скит Херово, чието име произлиза от гръцката дума „Χαίρε“, т.е. „радвай се“.
Издаденото от Теодосий Синаитски Краткое описание двадесят монастырей обретающияся в Святой горе атонской (1839) разказва за иконата (езикът е запазен без промени, правописът е осъвременен): "Когда дошел папа римский от монастиро сахат далеко, имало некой старец и Акатисто непрестанно пеял. Му се явила пресветая Богородица и му рекла: „Радуйся и ти, старче праведний!“, и му казала да ходи у манастир да каже дека ке дойде папа. И он кога ошол, я нашел по-напред дошла от него и стала на портата. И тогда папа изгорел у кулата двадесет и четири калугери и ги учинил мученици."
Надписът върху сегашния сребърен обков на иконата гласи: „Благословениемъ всемогущаго Творца / соорудиена сия риза усердиемъ С.П. [санкт-петербургскаго] купца / Семена Максимовича Камарова въ 1846 / году, а сотворенное Владычицою чудеса въ / 1285 [!] году жребия Богородичен во время папскаго нападения“. (За папското нападение на 10.10.1275 г. вж. по-горе.)
Богородица „Услишителница“
Това не е собствено икона, а стенописен образ в олтарната част на главната манастирска църква, който навремето проговорил на св. Козма Зографски. Събитието е изобразено на една изрязана през 1834 г. в Карея медна щампа: светецът моли „Бородице Дево, научи ме как да се спася“ и получава отговор „Уедини се и безмълвствай.“

## Численост на братството
| Зографски манастир                                              | Зографски манастир | Зографски манастир | Зографски манастир | Зографски манастир | Зографски манастир | Зографски манастир | Зографски манастир | Зографски манастир | Зографски манастир | Зографски манастир | Зографски манастир | Зографски манастир | Зографски манастир | Зографски манастир | Зографски манастир | Зографски манастир | Зографски манастир | Зографски манастир | Зографски манастир | Зографски манастир | Зографски манастир | Зографски манастир | Зографски манастир | Зографски манастир | Зографски манастир | Зографски манастир | Зографски манастир |
| --------------------------------------------------------------- | ------------------ | ------------------ | ------------------ | ------------------ | ------------------ | ------------------ | ------------------ | ------------------ | ------------------ | ------------------ | ------------------ | ------------------ | ------------------ | ------------------ | ------------------ | ------------------ | ------------------ | ------------------ | ------------------ | ------------------ | ------------------ | ------------------ | ------------------ | ------------------ | ------------------ | ------------------ | ------------------ |
| година                                                          | 1530               | 1560               | 1569               | 1584               | 1643               | 1661               | 1677               | 1765               | 1824               | 1848               | 1859               | 1903               | 1913               | 1935               | 1943               | 1954               | 1956               | 1957               | 1959               | 1962               | 1963               | 1968               | 1971               | 1991               | 2009               | 2011               | 2014               |
| монаси                                                          | 114                | 225                | 48                 | 101                | 140                | 160                | 200                | 170                | 250                | 60                 | 140                | 155                | 160                | 84                 | 57                 | 36                 | 29                 | 27                 | 21                 | 18                 | 12                 | 15                 | 11                 | 12                 | 21                 | 32                 | 36                 |
| Източници: Православная энциклопедия. Т. 20. Москва, 2009, 308. |                    |                    |                    |                    |                    |                    |                    |                    |                    |                    |                    |                    |                    |                    |                    |                    |                    |                    |                    |                    |                    |                    |                    |                    |                    |                    |                    |

## Игумени
- Към 1802 г. Евтимий
- 1849 – 1855 Иларион от с. Лазарополе, Дебърско[51]
- 1855 – 1867 Антим (Ризов) от с. Калково, Дойранско
- 1867 – 1868 Хрисант от Дупница[52]
- 1868 – 1869 Йоан от Търново[53]
- 1869 Иларион от Гевгели[54]
- 1869 – 1873, 1878 – 1884 Климент от Скопие[55][56][30]
- 1873 – 1878 Теодосий от Ямбол[57]
- 1884 – 1888 Методий от Горна Джумая[58]
- 1888 – 1891 Йосиф от Търново[59]
- 1891 – 1909 архимандрит Григорий (Болутов) от с. Милославци, Трънско[60]
- 1909 – 1912 архимандрит Калистрат от Струга[61]
- 1912 – 1921, 1929 – 1933 архимандрит Теодорит от Горно Броди, Сярско[62][63]
- 1921 – 1924, 1933 – 1947 архимандрит Владимир от с. Тиолища, Костурско[64]
- 1929 архимандрит Софроний от село Неред, Леринско[65]
- 1947 – 1963 архимандрит Прокопий (Петър Шкутов) от Горно Броди, Сярско[66]
- 1965 – 1975 архимандрит Дометий (Трихня) от с. Тилишоа, Сибиу, Румъния [67]
- 1976 – 1994 архимандрит Евтимий (Богомил Пенчев Цанев)[68] от с. Енчовци, Община Трявна
- 1994 – 1997 архимандрит Венедикт[69] (преди това брат на Кокалянския манастир край София, а след оставката му от игуменството живее в килия в планината над Ватопедския манастир)
- 1997 – 2025 архимандрит Амвросий (Георги Тюроленков) от с. Новаково, Асеновградско
- 2025 – днес иеромонах Гавриил (Георги Каратотев) от София[70]

## Бележити монаси
- Зографски мъченици
- Теодосий Търновски
- Свети Евтимий Български, последният български патриарх в Търново
- Свети Козма Зографски
- Свети Пимен Зографски
- Преподобни Паисий Хилендарски
- Арсений II Охридски, последният архиепископ на Охридската архиепископия.
- Анатолий Зографски
- Викентий Зографски
- Натанаил Охридски
- Партений Зографски
- Мелетий Софийски
- Вениамин Схимонах, секретар (1934 – 1938)
- Панарет (библиотекар към 1937 г.)
- йеросхимонах Пахомий Зографски, библиотекар
- схимонах Натанаил, със светско име Наум Гъркинов, епитроп на Зографския манастир до смъртта си в 1976 година, деец за запазване на българщината в манастира
- Павел йеромонах, протосингел на Иерусалимската Патриаршия (1872), съставител на богослужебен Апостол на църковно-славянски език

## Книжовници
В Зограф и околните скитове са работили следните преписвачи на ръкописи:
- монах Гавриил (ок. 1340 – 1360 г.)[71]
- йеромонах Матей от Бер (XIV-XV в.)[72]
- Висарион Хилендарски, ученик на сучавския митрополит Теоктист (1503)[73]
- йеромонах Даниил от Дръстър (1512)[74]
- монах Варлаам, доместик на сучавския митрополит Теофан (1532)[75]
- четец Василий (ок. 1550 г.)[76]
- йеродякон Малахий (1585)[77]
- монах Силион русин (1589)[78]
- Пимен (1618)[79]
- Кирил Урсилов Хлубочанин от Молдавия (1640)[80]
- поп Манасий от Дряново (1644)[81]
- монах Кирил (1709, 1713)[82]
- даскал поп Макарий (1710)[83]
- монах Макарий (1771, 1788)[84]
- монах Серафим (1784)[85]
- монах Яков (1785)[86]
- йеросхимонах Теофил (1793) [87]
- монах Иларион (1800)[88]

## Ктитори и по-главни дарители
- император Андроник II Палеолог (1289, 1325, 1327)[89]
- император Андроник III Палеолог (1328)[90]
- цар Иван Александър (1342)[91]
- император Йоан V Палеолог (1342)[92]
- Бранислав (1372)[93]
- влашкият княз (войвода) Александър (1433)[94]
- молдовските князе (войводи) Илия I и Стефан II (1442)[95]
- молдовският княз Стефан III Велики (1466, 1471, 1475, 1495, 1500, 1502)[96]
- молдовският княз Богдан III Кривия (1517)[97]
- молдовският княз Петър Рареш (1533)[98]
- молдовският княз Петър VI Куция (1575)[99]
- молдовският княз Йеремия Могила (1598, 1606)[100]
- дикей Константин (1650)[101]
- молдовският княз Васил Лупу (1651)[102]
- йеромонах хаджи Мелетий (1666) [103]
- украинският хетман Иван Самойлович (1673)[104]
- молдовският княз Антиох Кантемир (1698)[105]
- архимандрит Максим (1705)[106]
- хаджи Страти от Видин (1724)[107]
- хаджи Вълчо от Банско (1758, 1764)[108]
- молдовският княз Скарлат Гика (1759)[109]
- хаджи Васил от Ловеч със синовете му Недялко и Коста (1768)[110]
- проигумен Дионисий от село Кримин (1777)[111]
- хаджи Герасим, хаджи Васил, хаджи Петко (1780?)[112]
- хаджи Тодор от Русчук и съпругата му Драгна (1783)[113]
- проигумени Евтимий и Порфирий (1801)[114]
- софийски протосингел Йоил от Сяр и Иванчо Алтъпармаков от Видин (1817)[115]
- Нечо х. Диков, проигумен Йоаникий, Мачо х. Цолов (1817?)[116]
- игумен Иларион (ок. 1849 г.)[117]
- Нектарий (1869)[118]
- цар Борис III (1926)

## Любопитно
- Цанко Лавренов и Константин Щъркелов са посещавали Света гора, за да рисуват Зограф и околността му. Лавренов прави копия на някои ктиторски портрети, вкл. този на х. Василий от Ловеч.
- През 1923 г. по почин на цар Борис III е прекаран първият телефон на Света гора.
- На Зографския манастир е наречена улица в София (Карта).